# Stenocercus johaberfellneri
Espèce
Stenocercus johaberfellneri est une espèce de sauriens de la famille des Tropiduridae.

## Répartition
Cette espèce est endémique de la province de Huarmey dans la région d'Ancash au Pérou.

## Étymologie
Cette espèce est nommée en l'honneur de Johannes Haber Fellner, en reconnaissance de son support au travers du programme BIOPAT.

## Publication originale
- Köhler & Lehr, 2015 :  Two new species of lizards of the genus Stenocercus (Iguania, Tropiduridae) from central Peru. Zootaxa, no 3956 (3), p. 413–427.